# Корт, Рудольф де
Рудольф Виллем де Корт (нид. Rudolf Willem de Korte; 8 июля 1936 года, Гаага, Южная Голландия, Нидерланды — 9 января 2020 года, Вассенар, Южная Голландия, Нидерланды) — нидерландский государственный деятель и бизнесмен, доктор химических наук. С 1986 по 1989 год заместитель премьер-министра и министр экономики Нидерландов.

## Биография
Рудольф де Корт родился в городе Гаага. С мая 1948 года по июнь 1954 года он учился в лицеи Маерлант в Гааге. В сентябре 1954 года поступил в Лейденский университет по направлению химия и в июле 1957 года получил степень бакалавр наук. 18 октября 1981 получил степень магистр наук. 21 мая 1964 года получил степень доктор химических наук. С января 1962 года по ноябрь 1964 года учился в Гарвардской школе бизнеса (Кембридж, Массачусетс, США) и получил степень магистр делового администрирования. С мая 1962 года по декабрь 1964 года Университет Крэнфилда (Крэнфилд, Англия) и получил степень магистр бизнеса и управления. В декабре 1964 года начал работать в компании Unilever: с декабря 1964 по март 1966 года в Гонконге, с марта 1966 по октябрь 1968 года в Аддис-Абеба (Эфиопия), с октября 1968 по декабрь 1977 года корпоративный директор.
Рудольф де Корт с 1959 года член Народной партии за свободу и демократию. На выборах 1972 и 1977 годов он руководил предвыборным штабом партии. 22 декабря 1977 году становится членом Палаты представителей Нидерландов. 12 марта 1986 года он был назначен министром внутренних дел, после смерти Кооса Риткерк. 9 июля 1986 года де Корт становится лидером Народной партии за свободу и демократию. 14 июля 1986 был назначен заместителем премьер-министра и министром экономики Нидерландов. 15 декабря 1986 года де Корт покинул пост лидера Народной партии за свободу и демократию в пользу Йориса Вурхоеве. 7 ноября 1989 года де Корт покинул пост заместителя премьер-министра и министра экономики после формирования нового правительства, но остался членом Палаты представителей Нидерландов.
В августе 1995 года де Корт был назначен вице-президентом Европейского инвестиционного банка (вступил в должность 1 сентября) и ушел из Палаты представителей Нидерландов. Он занимал должность вице-президента ЕИБ до 30 июня 2000 года. С 1 сентября по 16 января 2012 года занимал должность заместителя председателя Европейского инвестиционного банка.

## Награды
- Орден Леопольда II
- Орден Дубовой короны
- Орден Оранских-Нассау
- Орден Заслуг (Португалия)
- Орден Почётного легиона
- Орден «За заслуги перед Федеративной Республикой Германия»
- Орден Нидерландского льва

## Примечание
1. 1 2  https://www.nu.nl/politiek/6023118/voormalig-vvd-vicepremier-rudolf-de-korte-83-overleden.html
2. ↑  Oud-minister Rudolf de Korte (83) overleden (нидерл.). nos.nl. Дата обращения: 4 февраля 2020.
3. 1 2  Dr. R.W. (Rudolf) de Korte (нидерл.). www.parlement.com. Дата обращения: 4 февраля 2020. Архивировано 11 января 2020 года.
4. ↑  Anonym. Former VVD Deputy Prime Minister Rudolf de Korte (83) died | tellerreport.com (англ.). www.tellerreport.com. Дата обращения: 4 февраля 2020. Архивировано 16 января 2020 года.
5. ↑  Political Leaders: The Netherlands. zarate.eu. Дата обращения: 4 февраля 2020. Архивировано 6 мая 2021 года.
6. ↑  Former Vice-presidents (англ.). www.eib.org. Дата обращения: 4 февраля 2020. Архивировано 14 июня 2018 года.